# Tymczasowa Rada Stanu

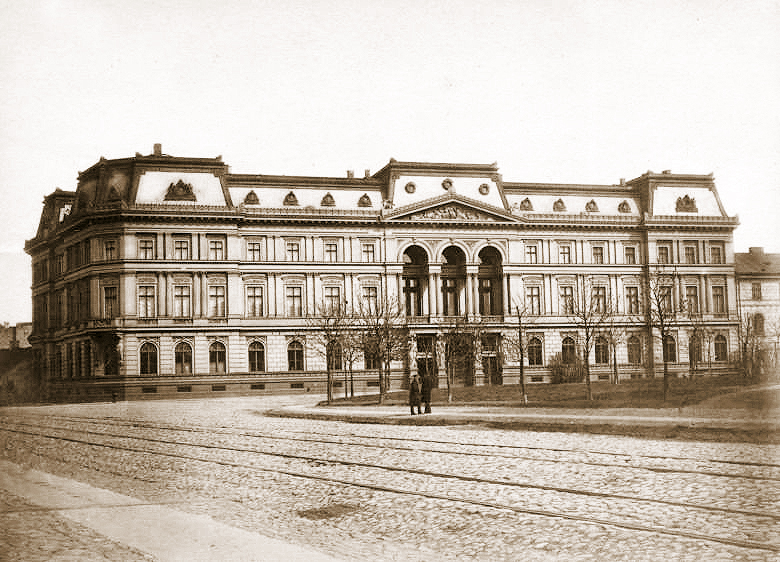
Pałac Kronenberga w Warszawie – w oficynach budynku znajdowała się główna siedziba Tymczasowej Rady Stanu

Tymczasowa Rada Stanu w Królestwie Polskim (niem. Provisorischer Staatsrat im Königreich Polen) – polski obywatelski organ emancypacyjny, ustanowiony w styczniu 1917 r. przez niemieckie i austro-węgierskie władze okupacyjne w Królestwie Polskim. Tymczasowa Rada Stanu została utworzona na podstawie rozporządzeń generalnych gubernatorów warszawskiego i lubelskiego z 6 grudnia 1916. Utworzenie tego organu stanowiło rozpoczęcie realizacji obietnic zawartych w akcie 5 listopada.
Inauguracja Tymczasowej Rady Stanu odbyła się 14 stycznia 1917 na Zamku Królewskim w Warszawie, gdzie generalni gubernatorowie warszawski i lubelski wręczyli członkom dekrety nominacyjne. Rada funkcjonowała jedynie kilka miesięcy. Zakończyła swoją działalność 30 sierpnia 1917 roku wskutek samorozwiązania podczas kryzysu przysięgowego.

## Skład

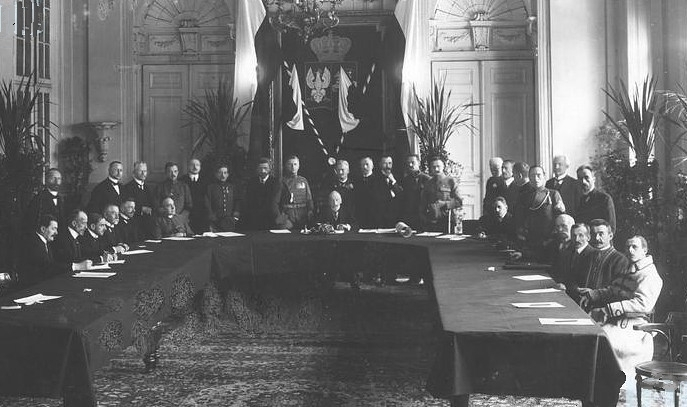
15 stycznia 1917 – posiedzenie inauguracyjne Tymczasowej Rady Stanu w dawnym Pałacu Rzeczypospolitej. Widoczni: Stefan Dziewulski, Ludwik Górski, Wojciech Rostworowski, Kazimierz Natanson, Stanisław Bukowiecki, Henryk Przeździecki, Wacław Niemojowski, Władysław Studnicki, Ludomir Grendyszyński, Włodzimierz Kunowski, Andrzej Maj, Błażej Stolarski, Michał Łempicki, Stanisław Janicki, Józef Kozłowski, Józef Żychliński, Adam Łuniewski, Ignacy Rosner, Józef Mikułowski-Pomorski, Hugo Lerchenfeld, Wiktor Sokołowski, Jan Konopka, Artur Śliwiński, Stefan Iszkowski, Józef Piłsudski, Bogdan Hutten-Czapski, Michał Kaczorowski, Franciszek Pius Radziwiłł, Stanisław Dzierzbicki, Paweł Jankowski. Pogoń w herbie umieszczonym za członkami Rady została zasłonięta przez niemieckiego komisarza rządowego Hugo von Lerchenfeld-Köfering.

Rada składała się z 25 członków, w tym 15 – reprezentujących niemiecki obszar okupacyjny oraz 10 – reprezentujących austro-węgierski obszar okupacyjny. Skład Tymczasowej Rady Stanu nie był reprezentatywny, ponieważ jej członkami byli jedynie przedstawiciele aktywistów. W lipcu 1917 r., w wyniku dymisji niektórych członków oraz wykluczenia w dniu 4 sierpnia 1917 Władysława Studnickiego, w skład Rady wchodziło 16 osób.

## Kompetencje
Tymczasowa Rada Stanu została pomyślana jako organ doradczy, przygotowawczy i współdziałający na rzecz przyszłych instytucji państwowych. Kompetencje Rady zostały określone w § 7 rozporządzenia o tymczasowej Radzie Stanu w Królestwie Polskiem.

## Organizacja
Tymczasowa Rada Stanu działała według regulaminu, uchwalonego 30 stycznia 1917. Określonymi w regulaminie organami Rady były zebranie ogólne członków Rady (plenum), wydział wykonawczy, Marszałek Koronny, departamenty, komisje przygotowawcze oraz komisarze miejscowi (nie powołani wskutek sprzeciwu władz okupacyjnych). Obsługę Rady zapewniała jej kancelaria.

### Marszałek Koronny
Zgodnie z postanowieniami § 4 rozporządzenia o tymczasowej Radzie Stanu w Królestwie Polskiem przewodniczącemu Rady przysługiwał tytuł Marszałka Koronnego.
Po dymisji Wacława Niemojowskiego w jego zastępstwie sygnował akty prawne Józef Mikułowski-Pomorski.

### Wydział Wykonawczy
Zgodnie z § 6 rozporządzenia o tymczasowej Radzie Stanu w Królestwie Polskiem Rada Stanu miała obowiązek wybrać wydział wykonawczy. Na drugim posiedzeniu Rady, w dniu 17 stycznia 1917, w skład tego Wydziału wybrano: Stanisława Bukowieckiego, Stanisława Dzierzbickiego, Stanisława Janickiego, Włodzimierza Kunowskiego, Michała Łempickiego, Józefa Piłsudskiego i Wojciecha Rostworowskiego. W skład Wydziału wchodzili także Marszałek Koronny Wacław Niemojowski oraz Wicemarszałek Koronny Józef Mikułowski-Pomorski (jako dyrektor departamentu).

### Departamenty
W dniu 23 stycznia 1917 przeprowadzono następujący podział referatów pomiędzy członków wydziału wykonawczego:
- Referat Wojny – Józef Piłsudski,
- Referat Skarbu – Stanisław Dzierzbicki[7],
- Referat Spraw Politycznych – Wojciech Rostworowski,
- Referat Spraw Wewnętrznych – Michał Łempicki
- Referat Gospodarstwa Społecznego – Stanisław Janicki,
- Referat Pracy – Włodzimierz Kunowski,
- Referat Sprawiedliwości – Stanisław Bukowiecki,
- Referat Wyznań Religijnych i Oświecenia Publicznego – Józef Mikułowski-Pomorski.

Zgodnie z uchwalonym 30 stycznia 1917 regulaminem Rady Stanu referaty stały się departamentami – Skarbu (II), Spraw Politycznych (III), Spraw Wewnętrznych (IV), Gospodarstwa Społecznego (V), Pracy (VI), Sprawiedliwości (VII) oraz Wyznań Religijnych i Oświecenia Publicznego (VIII). W wyniku żądań władz okupacyjnych odstąpiono od utworzenia Departamentu Wojskowego, który zastępowała Komisja Wojskowa, zaś Józef Piłsudski wchodził w skład wydziału wykonawczego jako "referent wojskowy".

### Komisje przygotowawcze

#### Komisja Konstytucyjno-Sejmowa
Zgodnie z § 7 rozporządzenia o tymczasowej Radzie Stanu w Królestwie Polskiem TRS miała przygotować projekty rozporządzeń ustanawiających wspólne przedstawicielstwo części Królestwa Polskiego, administrowanych przez monarchię austro-węgierską oraz Rzeszę niemiecką. W § 9 swojego regulaminu Tymczasowa Rada Stanu przewidziała uchwalenie ustawy konstytucyjnej oraz ustawy o sejmie. W celu przygotowania projektów tych ustaw 17 stycznia 1917 TRS powołała Komisję Konstytucyjno-Sejmową. W dniu 28 lipca 1917 komisja ta przyjęła projekt konstytucji Królestwa Polskiego. Natomiast 6 marca 1918 komisja ta, działając wciąż na podstawie upoważnienia Tymczasowej Rady Stanu, przyjęła projekt ordynacji wyborczej do Sejmu.

#### Komisja Komisarska
Zadaniem komisji było opracowanie regulaminu określającego kompetencje terenowych organów Rady. Przewodniczącym komisji był Stefan Dziewulski, a członkami radcy Michał Łempicki, Józef Kozłowski, Andrzej Maj i Adam Łuniewski.

#### Komisja Realizacyjna
Powołana w drugiej dekadzie czerwca 1917 r. w celu opracowania tymczasowych zasad organizacji władz.

### Pozostałe komisje
Komisja regulaminowa opracowała regulamin TRS, zatwierdzony na posiedzeniu Rady 30 stycznia 1917 W skład komisji wchodzili radcy Józef Mikułowski-Pomorski, Stanisław Bukowiecki, Ludomir Grendyszyński, Włodzimierz Kunowski, Adam Łuniewski i Artur Śliwiński.
Na podstawie § 7 ust. 3 rozporządzenia o tymczasowej Radzie Stanu miała być powołana komisja odbudowy kraju.

## Komisja Przejściowa
Komisja Przejściowa powołana do załatwienia ogólnych spraw administracyjnych po dymisji członków Tymczasowej Rady Stanu, w składzie: Józef Mikułowski-Pomorski – przewodniczący, Stanisław Bukowiecki i Kazimierz Natanson, na podstawie upoważnień tymczasowej Rady Stanu z 25 i 30 sierpnia 1917 r. Uchwalone przez Tymczasową Radę Stanu przepisy dotyczące sądownictwa i szkolnictwa, w zastępstwie Marszałka Koronnego, sygnował przy ich ogłoszeniu Józef Mikułowski-Pomorski. W celu przejęcia zarządu szkolnictwa Komisja Przejściowa uchwaliła 7 września 1917 Przepisy przejściowe do Przepisów tymczasowych o szkołach elementarnych w Królestwie Polskiem.

## Komisarze rządowi
Na podstawie § 3 rozporządzenia o tymczasowej Radzie Stanu w Królestwie Polskiem generalni gubernatorzy warszawski i lubelski wyznaczyli reprezentujących ich komisarzy i zastępców komisarzy. Komisarze byli uprawnieni do uzyskiwania informacji od Rady oraz przedstawiania stanowiska władz okupacyjnych. Komisarze mogli także zażądać zwołania posiedzenia Rady. Funkcje komisarzy pełnili Hugo Lerchenfeld-Koefering – niemiecki komisarz rządowy oraz Jan Konopka – austro-węgierski komisarz rządowy.

## Kalendarium wydarzeń politycznych

### 1916
- 10 października 1916 – spis ludności Królestwa Polskiego, w którym odnotowano ponad 1,4 mln mężczyzn w wieku od 16 do 45 lat
- 18 października 1916 – konferencja niemiecko – austro-węgierska w Pszczynie
- 28 i 30 października 1916 – wizyta w Berlinie i Wiedniu "autodelegacji" przedstawicieli polskiego społeczeństwa, wezwanych do przedłożenia okupantom życzeń Polaków
- 5 listopada 1916 – proklamacja cesarza niemieckiego oraz cesarza Austrii i króla Węgier zapowiadająca utworzenie Królestwa Polskiego[12]
- 8 listopada 1916 – wydanie przez władze okupacyjne odezwy werbunkowej do Polaków[13]
- 12 listopada 1916:
  - wydanie przez władze okupacyjne Przepisów dotyczących dobrowolnego wstępowania do wojska polskiego[14]
  - samowolne wydanie przez generalnego gubernatora warszawskiego rozporządzenia o Radzie Stanu i Sejmie w Królestwie Polskim (niewykonanego)[15]
- 6 grudnia 1916 – ogłoszenie rozporządzenia o Tymczasowej Radzie Stanu w Królestwie Polskiem[2]
- 9 grudnia 1916 – utworzenie Polskiej Krajowej Kasy Pożyczkowej, jako banku emisyjnego dla obszaru Generalnego Gubernatorstwa Warszawskiego[16]

### 1917
- 11 stycznia 1917 – ogłoszenie reskryptu w sprawie powołania członków tymczasowej Rady Stanu
- 15 stycznia 1917 – inauguracja Tymczasowej Rady Stanu
- 16 stycznia 1917 – Polska Organizacja Wojskowa podporządkowała się Tymczasowej Radzie Stanu
- 17 stycznia 1917 – orędzie Tymczasowej Rady Stanu do narodu
- 16–18 marca 1917 – Zjazd Krajowy, zwołany przez Departament Spraw Wewnętrznych Tymczasowej Rady Stanu
- 10 kwietnia 1917 – przekazanie niemieckim władzom okupacyjnym przez Austro-Węgry zwierzchnictwa nad Polskim Korpusem Posiłkowym; formalne utworzenie Polskiej Siły Zbrojnej i objęcie urzędu Naczelnego Wodza Wojsk Polskich przez generalnego gubernatora warszawskiego.
- 8 lipca 1917 – przyjęcie projektu konstytucji państwa polskiego przez Komisję Sejmowo-Konstytucyjną Tymczasowej Rady Stanu
- 9 lipca 1917 – kryzys przysięgowy – odmowa złożenia przysięgi przez żołnierzy I i III Brygady Legionów Polskich
  - 21/22 lipca 1917 – aresztowanie Józefa Piłsudskiego
  - 25 sierpnia 1917 – samorozwiązanie Tymczasowej Rady Stanu wskutek złożenia mandatów przez wszystkich jej członków na znak protestu.
- 1 września 1917 – przekazanie zarządu wymiaru sprawiedliwości w Królestwie Polskim Tymczasowej Radzie Stanu – Departamentowi Sprawiedliwości[17]
- 12 września 1917 – wydanie patentu w sprawie Władzy Państwowej w Królestwie Polskiem przez generalnych gubernatorów warszawskiego i lubelskiego[18]
- 30 września 1917 – przekazanie zarządu w dziedzinie szkolnictwa Komisji Przejściowej Tymczasowej Rady Stanu[19]
- 15 października 1917 – samorozwiązanie Naczelnego Komitetu Narodowego wraz z przekazywaniem kompetencji powstającej Radzie Regencyjnej[20]
- 27 października 1917 – rozpoczęcie rządów przez Radę Regencyjną
- 7 listopada 1917 – początek rewolucji bolszewickiej w Rosji
- 26 listopada 1917 – powołanie rządu Jana Kucharzewskiego i przejęcie przez ten rząd kompetencji Wydziału Wykonawczego oraz Komisji Przejściowej.

## Posiedzenia
Zgodnie z postanowieniami § 6 rozporządzenia o tymczasowej Radzie Stanu posiedzenia TRS odbywały się "z wykluczeniem jawności". Numerowane były posiedzenia plenarne. Jako poufne określane były posiedzenia odbywane bez obecności komisarzy rządowych.
1. 14 stycznia – uroczysta inauguracja
2. 17 stycznia – wybór członków wydziału wykonawczego oraz członków Komisji Wojskowej
3. 20 stycznia – sprawozdania wydziału wykonawczego i Komisji Wojskowej
4. 30 stycznia – dyskusja nad projektem regulaminu TRS
5. 1 lutego – sprawozdania wydziału wykonawczego, Komisji Wojskowej i Przygotowawczej Komisji Sejmowej, sprawy wewnętrzne i organizacyjne
6. 7 lutego
7. 10 lutego – referat Komisji Wojskowej, zatwierdzenie projektu organizacji Departamentu Wojny, do przedłożenia władzom okupacyjnym
8. 24 lutego – sprawozdania wydziału wykonawczego i Komisji Wojskowej, statut Pomocniczych Komitetów Wojskowych
9. 5–6 marca – sprawozdania wydziału wykonawczego i Komisji Wojskowej, statut Komitetów Popierania Wojskowości Polskiej
10. 19 marca – posiedzenie nadzwyczajne – deklaracja TRS
11. 21 marca – sprawozdanie Komisji Wojskowej, statut Pomocniczych Komitetów Wojskowych
12. 31 marca – sprawozdanie Komisji Wojskowej
13. 6 kwietnia – dyskusja nad deklaracją TRS z 19 marca, wnioski, komunikat ws. organizacji Wojska Polskiego, deklaracja dotycząca proklamacji rosyjskiego Rządu Tymczasowego w sprawie niepodległości Polski
14. 13 kwietnia – wprowadzenie marki polskiej, sprawy wojskowe
15. 21 kwietnia – budżet, sprawy wojskowe
16. 1 maja – relacje z władzami okupacyjnymi
17. 5 maja – utworzenie Tymczasowego Rządu Polskiego, wnioski Komisji Wojskowej
18. 8 czerwca – rezygnacja Włodzimierza Kunowskiego i Stanisława Dzierzbickiego, sprawa samowolnego wystąpienia Michała Łempickiego, sprawy Legionów
19. 8 czerwca – posiedzenie nadzwyczajne – poinformowanie TRS o odpowiedzi rządów państw okupujących na deklarację TRS z 1 maja
20. (posiedzenie odnotowane jako 20) 2 lipca – budżet, dymisja J. Piłsudskiego oraz innych członków Komisji Wojskowej, sądy wojskowe

 ?. 18 lipca – uchwalenie Przepisów tymczasowych o urządzeniu sądownictwa w Królestwie Polskim
 ?. 10 sierpnia – uchwalenie Przepisów tymczasowych o szkołach elementarnych w Królestwie Polskiem oraz regulaminu Urzędu Obrachunkowego przy Departemencie Skarbu
32. 25 sierpnia – dymisja tymczasowej Rady Stanu, upoważnienia dla komisji przejściowej
33. 30 sierpnia – upoważnienia dla komisji przejściowej, kwestia sprawozdania z prac TRS
Posiedzenia poufne: 26, 27, 28 kwietnia, 15, 24 (brak protokołu), 25, 31 maja, 1, 9, 13, 15 czerwca.

## Podsumowanie działalności
Lista członków tymczasowej Rady Stanu została ogłoszona 11 stycznia 1917 TRS wystąpiła pod adresem władz okupacyjnych z żądaniami znacznie przekraczającymi jej uprawnienia. Domagała się m.in. przejęcia szkolnictwa i sądów oraz ustanowienia za jej zgodą regenta. Władze okupacyjne zgodziły się na powołanie armii polskiej, pod warunkiem jej całkowitego podporządkowania państwom centralnym. Na znak sprzeciwu z Rady ustąpił Piłsudski. Po jego aresztowaniu w lipcu 1917 i po tzw. kryzysie przysięgowym w Legionach Polskich, 25 sierpnia 1917 większość członków TRS podała się do dymisji, wyłaniając Komisję Przejściową "do załatwienia ogólnych spraw administracyjnych". Na ostatnim posiedzeniu TRS w dniu 30 sierpnia 1917 postanowiono, że Komisja Przejściowa sporządzi sprawozdanie z działalności Rady. Dorobkiem TRS był zorganizowanie administracji rządowej w formie Wydziału Wykonawczego.
Komunikaty TRS były cenzurowane przez władze okupacyjne. Z powodu cenzury sprawozdanie z prac TRS nie zostało opublikowane.